# Lijst van voetbalinterlands Madagaskar - Tanzania
Deze lijst van voetbalinterlands is een overzicht van alle officiële voetbalwedstrijden tussen de nationale teams van Madagaskar en Tanzania. De Afrikaanse landen hebben tot op heden elf keer tegen elkaar gespeeld. De eerste ontmoeting, een kwalificatiewedstrijd voor de Afrikaanse Spelen 1965, vond plaats op 3 januari 1965 in Antananarivo. Het laatste duel, een groepswedstrijd tijdens het African Championship of Nations 2024, werd gespeeld in Dar es Salaam op 9 augustus 2025.

## Wedstrijden
| №  | Plaats        | Datum            | Competitie                           | Wedstrijd             | Uitslag |
| -- | ------------- | ---------------- | ------------------------------------ | --------------------- | ------- |
| 1  | Antananarivo  | 3 januari 1965   | Afrikaanse Spelen 1965 kwalificatie  | Madagaskar − Tanzania | 5 − 1   |
| 2  | Dar es Salaam | 14 april 1965    | Afrikaanse Spelen 1965 kwalificatie  | Tanzania − Madagaskar | 2 − 1   |
| 3  | Antananarivo  | 19 juni 1980     | Vriendschappelijke                   | Madagaskar − Tanzania | 2 − 1   |
| 4  | Antananarivo  | 22 juni 1980     | Vriendschappelijk                    | Madagaskar − Tanzania | 1 − 1   |
| 5  | Dar es Salaam | 1 november 1980  | Vriendschappelijk                    | Tanzania − Madagaskar | 0 − 0   |
| 6  | Zanzibar      | 25 oktober 1992  | WK 1994 kwalificatie                 | Tanzania − Madagaskar | 0 − 0   |
| 7  | Rustenburg    | 20 mei 2015      | COSAFA Cup 2015                      | Madagaskar − Tanzania | 2 − 0   |
| 8  | Dar es Salaam | 7 september 2021 | WK 2022 kwalificatie                 | Tanzania − Madagaskar | 3 − 2   |
| 9  | Antananarivo  | 14 november 2021 | WK 2022 kwalificatie                 | Madagaskar − Tanzania | 1 − 1   |
| 10 | Bloemfontein  | 7 juni 2025      | COSAFA Cup 2025                      | Tanzania − Madagaskar | 0 − 1   |
| 11 | Dar es Salaam | 9 augustus 2025  | African Championship of Nations 2024 | Tanzania − Madagaskar | 2 − 1   |

## Samenvatting
| Competitie                      | Totaal gespeeld | Winst Madagaskar | Gelijk | Winst Tanzania | Doelsaldo Madagaskar – Tanzania |
| ------------------------------- | --------------- | ---------------- | ------ | -------------- | ------------------------------- |
| WK-kwalificatie                 | 3               | 0                | 2      | 1              | 3 − 4                           |
| African Championship of Nations | 1               | 0                | 0      | 1              | 1 − 2                           |
| COSAFA Cup                      | 2               | 2                | 0      | 0              | 3 − 0                           |
| Afrikaanse Spelen-kwalificatie  | 2               | 1                | 0      | 1              | 6 − 3                           |
| Vriendschappelijk               | 3               | 1                | 2      | 0              | 3 − 2                           |
| Totaal                          | 11              | 4                | 4      | 3              | 16 − 11                         |

FMF · A-internationals · Malagassisch vrouwenelftal
1960 – 1969 ·
1970 – 1979 ·
1980 – 1989 ·
1990 – 1999 ·
2000 – 2009 ·
2010 – 2019 ·
2020 − 2029
1963 ·
1964 ·
1965 ·
1966 · 
1967 ·
1968 ·
1969 · 
1970 · 
1971 · 
1972 ·
1973 · 
1974 ·
1975 ·
1976 ·
1977 ·
1978 · 
1979 ·
1980 · 
1981 · 
1982 ·
1983 · 
1984 ·
1985 · 
1986 ·
1987 ·
1988 ·
1989 ·
1990 ·
1991 ·
1992 ·
1993 ·
1994 · 
1995 ·
1996 ·
1997 ·
1998 ·
1999 · 
2000 · 
2001 · 
2002 · 
2003 · 
2004 · 
2005 · 
2006 · 
2007 · 
2008 · 
2009 · 
2010 · 
2011 · 
2012 · 
2013 ·
2014 ·
2015 ·
2016 ·
2017 ·
2018 ·
2019 ·
2020 ·
2021 ·
2022 ·
2023 ·
2024
Algerije ·
Angola ·
Benin ·
Botswana ·
Burkina Faso ·
Burundi ·
Centraal-Afrikaanse Republiek ·
Comoren ·
Congo-Brazzaville ·
Congo-Kinshasa ·
Egypte ·
Equatoriaal-Guinea ·
Ethiopië ·
Gabon ·
Gambia ·
Ghana ·
Guinee ·
Iran ·
Ivoorkust ·
Kaapverdië ·
Kameroen ·
Kenia ·
Kosovo ·
Lesotho ·
Liberia ·
Luxemburg ·
Malawi · 
Mali · 
Mauritanië ·
Mauritius · 
Mozambique · 
Namibië · 
Niger ·
Nigeria · 
Oeganda · 
Rwanda ·
Sao Tomé en Principe ·
Senegal ·
Seychellen · 
Soedan ·
Swaziland · 
Tanzania · 
Togo · 
Tsjaad ·
Tunesië · 
Zambia · 
Zimbabwe · 
Zuid-Afrika
FAT · A-internationals · Olympische elftal · Vrouwenelftal
Algerije ·
Angola ·
Benin ·
Botswana ·
Brazilië ·
Bulgarije ·
Burkina Faso ·
Burundi ·
Centraal-Afrikaanse Republiek ·
China ·
Congo-Brazzaville ·
Congo-Kinshasa ·
Djibouti ·
Egypte ·
Equatoriaal-Guinea ·
Eritrea ·
Ethiopië ·
Gabon ·
Gambia ·
Ghana ·
Guinee ·
Indonesië ·
Ivoorkust ·
Jemen ·
Kaapverdië ·
Kameroen ·
Kenia ·
Lesotho ·
Liberia ·
Libië ·
Madagaskar ·
Malawi ·
Marokko ·
Mauritanië ·
Mauritius ·
Mongolië ·
Mozambique ·
Namibië ·
Nieuw-Zeeland ·
Niger ·
Nigeria ·
Oeganda ·
Palestina ·
Rwanda ·
Saoedi-Arabië ·
Senegal ·
Seychellen ·
Soedan ·
Somalië ·
Swaziland ·
Togo ·
Tsjaad ·
Tunesië ·
Zambia ·
Zimbabwe ·
Zuid-Afrika